# Olga Alexandrovna Sadovskaya
Pour les articles homonymes, voir Sadovskaya.
 (avril 2024).
La mise en forme du texte ne suit pas les recommandations de Wikipédia : il faut le « wikifier ».
Les points d'amélioration suivants sont les cas les plus fréquents :
- Les titres sont pré-formatés par le logiciel. Ils ne sont ni en capitales, ni en gras.
- Le texte ne doit pas être écrit en capitales (les noms de famille non plus), ni en gras, ni en italique, ni en « petit »…
- Le gras n'est utilisé que pour surligner le titre de l'article dans l'introduction, une seule fois.
- L'italique est rarement utilisé : mots en langue étrangère, titres d'œuvres, noms de bateaux, etc.
- Les citations ne sont pas en italique mais en corps de texte normal. Elles sont entourées par des guillemets français : « et ».
- Les listes à puces sont à éviter, des paragraphes rédigés étant largement préférés. Les tableaux sont à réserver à la présentation de données structurées (résultats, etc.).
- Les appels de note de bas de page (petits chiffres en exposant, introduits par l'outil «  Source ») sont à placer entre la fin de phrase et le point final[comme ça].
- Les liens internes (vers d'autres articles de Wikipédia) sont à choisir avec parcimonie. Créez des liens vers des articles approfondissant le sujet. Les termes génériques sans rapport avec le sujet sont à éviter, ainsi que les répétitions de liens vers un même terme.
- Les liens externes sont à placer uniquement dans une section « Liens externes », à la fin de l'article. Ces liens sont à choisir avec parcimonie suivant les règles définies. Si un lien sert de source à l'article, son insertion dans le texte est à faire par les notes de bas de page.
- La présentation des références doit suivre les conventions bibliographiques. Il est recommandé d'utiliser les modèles {{Ouvrage}}, {{Chapitre}}, {{Article}}, {{Lien web}} et/ou {{Bibliographie}}. Le mode d'édition visuel peut mettre en forme automatiquement les références.
- Insérer une infobox (cadre d'informations à droite) n'est pas obligatoire pour parachever la mise en page.

Pour une aide détaillée, merci de consulter Aide:Wikification.
Si vous pensez que ces points ont été résolus, vous pouvez retirer ce bandeau et améliorer la mise en forme d'un autre article.
Ólga Aleksándrovna Sadóvskaya (née le 25 octobre 1980, Gorki, RSFSR, URSS) est une juriste et défenseuse des droits humains, chef adjoint et chef du département de la protection juridique internationale de l'Équipe contre la torture, une organisation russe de défense des droits humains chargée d'enquêter sur les cas de torture .
Depuis 2004, elle est collaboratrice de rapports alternatifs au Comité contre la torture de l’ONU ,,. Depuis 2018, elle fait partie du conseil d’administration de l'Organisation mondiale contre la torture . Depuis 2021, elle est membre du Conseil d'administration de la Conférence des ONG internationales du Conseil de l'Europe , ainsi que du Conseil des défenseurs des droits humains russes . qu’elle a rejoint en 2022.

## Biographie
En 2003, elle a été diplômée de l'université d'État de Nijni Novgorod avec une spécialisation en droit international public et a soutenu sa première thèse en Russie sur l'interdiction de la torture et la pratique de la CEDH sur ce thème ,.
En 2004, elle a été diplômée de l'université d'Amsterdam et a obtenu LLM (Master en droit) dans le domaine de la protection internationale des droits humains .

## Activités relatives aux droits humains
En 2002, Olga Sadovskaya est devenue bénévole du Comité contre la torture (maintenant l'Équipe contre la torture). Depuis 2003, elle travaille comme juriste dans cette organisation, menant des études analytiques sur la torture en Russie, s’occupant de la gestion des affaires à la CEDH et de l’enseignement des compétences de la gestion des affaires dans les organismes internationaux ,,.
Depuis 2004, elle est coauteur de rapports alternatifs au Comité contre la torture de l’ONU sur le respect de la Convention contre la torture et autres peines ou traitements cruels inhumains ou dégradants .
En 2009, elle a donné une conférence sur la protection des droits humains à Lobatchevsky Université d’État de Nizhni Novgorod .
En 2009, Olga Sadovskaya a participé à la conférence internationale sur les droits humains du Centre de documentation sur les violations des droits de l’homme HURIDOCS à Genève, fournissant information sur la situation de la prévention de la torture en Russie .
De 2016 à 2019, elle a été membre de la Commission de surveillance publique de la région de Nijni Novgorod ,,.
En 2017, elle a pris part à la conférence internationale Defending Dissent. Civil Society and Human Rights in The Global Crackdown (Défendant la dissidence. La Société civile et les droits humains dans la répression mondiale) organisé par Robert L. Bernstein Institut de l’École des droits humains de l'université de New York ,.
Le 28 mars 2019, elle a participé à la conférence internationale Crimes contre la dignité humaine : l'interaction des recours internationaux et nationaux organisée à Moscou par le Conseil de l'Europe, la Chambre fédérale des avocats de la fédération de Russie et l’Union internationale des avocats. Lors de cette conférence, Olga Sadovskaya a parlé de la nécessité d'interdire la torture dans la législation nationale .
De 2021 à 2022, dans le cadre du programme de Oak Bourse des droits humains (Oak Human Rights Fellowship), elle a enseigné deux cours au Colby College (Waterville, États-Unis) : Privation de liberté et droits humains (Incarceration and Human Rights) et la Cour de justice de l’Union européenne en tant que législateur des normes mondiales en matière de droits humains (European Court as a Trendsetter for Global Human Rights Standards) ,.
En 2023, Olga Sadovskaya est devenue le seul coauteur russe de la Deuxième édition du Protocole d'Istanbul .
En octobre 2023, Olga Sadovskaya était l'entraîneur du Centre de documentation sur les violations des droits de l’homme HURIDOCS, l'auteur de séminaires de formation sur les normes de la Cour européenne des droits de l'homme pour des juristes, des agents des forces de l'ordre et du ministère public ,.

## Affaires emblématiques de la CEDH
De 2002 à 2015, Olga et ses collègues du l’Équipe contre la torture ont déposé 84 plaintes à la Cour européenne des droits de l'homme, ont réussi à obtenir des condamnations pour torture pour plus d'une centaine de policiers et une indemnisation pour les victimes d'un montant de près de 46 millions de roubles (700 000 dollars). Hormis cela, l'organisation s'est occupée de l'évacuation des victimes de la torture de la Tchétchénie и,,.
En 2018, deux affaires menées par les avocats de l’Équipe contre la torture ont été inclus dans le recueil Précédents de la Cour européenne des droits de l'homme : 20 affaires les plus importantes qui ont changé le système juridique russe. Ce sont l'affaire de Mikheyev et l'affaire de Lyapin ,,,.
Olga Sadovskaya a personnellement représenté les intérêts de plus de 300 victimes de torture en la Cour de justice de l’Union européenne .

### Lapunov contre la Russie
Le 15 mars 2017, Maxim Lapunov a été arrêté par la police à Grozny et amené au bureau de police où il a été torturé. En mai 2019, Lapunov a déposé une plainte auprès de la CEDH, affirmant que son cas avait été mal investigué par les autorités russes ,. Olga Sadovskaya l’a représenté à la CEDH  Le 12 septembre 2023, la CEDH a reconnu que le requérant avait été « arrêté et soumis à un traitement inapproprié par des agents de l'État », « atteignant le niveau de torture » et commis « uniquement en raison de son orientation sexuelle » et a accordé une indemnité pour détresse émotionnelle d'un montant de 52 mille euros ,,.

### Tepsurkaev contre la Russie
Le 6 septembre 2020, Salman Tepsurkaev a été enlevé et torturé à Gelendzhik. Des témoins ont rapporté que les ravisseurs avaient montré les cartes d'identité des employés du ministère de l'intérieur . En octobre 2021, la Cour européenne des droits de l'homme, ayant examiné l'affaire, a conclu que les autorités russes étaient responsables de la violation des articles 3 et 5 de la Convention des droits de l'homme et des libertés fondamentales : « interdiction de la torture » et « droit à la liberté et à l'intégrité de la personne ». M. Tepsurkaev a été reconnu victime d'enlèvement et de torture et une indemnisation a été accordée à son épouse, ayant reconnue une victime ,.
« La CEDH a reconnu que Salman avait été victime d'enlèvement et de torture par des agents de l'état, c'est-à-dire des forces de sécurité tchétchènes. Il avait été illégalement privé de liberté et soumis à des traitements cruels et dégradants, comme le montre la vidéo. La cour a reconnu que l'état n'avait pas protégé Salman » - Olga Sadovskaya .

### Novoselov contre la Russie
Le 27 avril 2004, Alexander Novoselov, un résident de Nijni Novgorod, a été enlevé par des policiers et torturé pour obtenir des confessions dans le cadre de la tentative d'assassinat d'Oleg Sorokin, qui était le directeur général de l’entreprise Stolitsa Nizhny en ce temps-là. Novoselov a déposé une demande d’initier une affaire pénale au bureau du procureur, mais à la suite de la vérification du rapport d’un crime, l’organe d’enquête a refusé d’initier une affaire pénale contre les policiers. Le bureau du procureur a conclu que l'incident dans la forêt était une expérience opérationnelle menée par des agents de la direction générale des affaires intérieures de la région de Nijni Novgorod. En mai 2005, Novoselov s’a été adressé au Comité contre la torture. Le 24 décembre 2005, les avocats du Comité contre la torture, dans l'intérêt d'Alexandre Novoselov, ont déposé une plainte auprès de la CEDH qui a été acceptée en 2008. Le 28 novembre 2013, la CEDH a reconnu que Novoselov avait été torturé par des représentants de l'état et que l'enquête sur ce fait, menée par le ministère public, était « superficielle » et « formaliste ». La Cour européenne de justice a ordonné à la Russie de payer 27,5 millions d'euros à Novoselov ,,,.

### Anochin contre la Russie
En juillet 2002, Alexander Anochin a été amené dans un centre de désintoxication médical du quartier Sovetsky de Nijni Novgorod, où il est décédé le même jour à la suite d'une asphyxie. Une affaire pénale a été initiée car il s'est avéré que l'homme ne pouvait pas obtenir ces blessures par lui-même . En février 2004, Elena Anochina, la sœur de la victime, s’est adressée au Comité contre la torture. En conséquence, le bureau du procureur a initié une affaire pénale en vertu du paragraphe 4 de l'article 111 du code pénal (endommagement d'atroces blessures ayant entraîné la mort de la victime par négligence). L'affaire a été suspendue 13 fois. En 2005, les défenseurs des droits humains ont déposé une plainte auprès de la CEDH et des suspects sont apparus dans l'affaire : les policiers Alexey Maslov, Evgeny Ageev et Andrey Antonov. En 2008, un tribunal russe a condamné Maslov à 14 ans de prison de haute sécurité en vertu de l'article 105 du code pénal (meurtre) et du paragraphe 3 de l'article 286 du code pénal (abus de pouvoir avec violence). L'affaire concernant Ageev et Antonov, qui ont été accusés en vertu de la partie 2 de l'article 293 du code pénal de la fédération de Russie (négligence ayant entraîné la mort injustifiée de la victime), a été rejetée à cause de l'expiration du délai de prescription. Le 26 mars 2019, la CEDH a accordé à Elena Anochina une indemnité de 36,6 millions d'euros, estimant que la fédération de Russie avait violé le droit à la vie d'Alexander Anochin et que l'enquête sur son meurtre n'avait pas été menée de manière efficace,,,.

### Dmitrievsky contre la Russie
Au milieu des années 2000, Dmitrievsky dirigeait l'organisation Société de l'amitié russo-tchétchène qui surveillait les violations des droits humains dans le Caucase du Nord. Il était également rédacteur en chef du journal Pravo-Zashchita qui était distribué principalement à Nijni Novgorod, sa ville natale, avec un tirage de 5 000 exemplaires. En 2004, le journal a publié les messages des chefs des séparatistes tchétchènes Ahmed Zakayev et Aslan Maskhadov. Dans ces textes, ils accusaient les dirigeants russes d'avoir déclenché la guerre et la terreur en Tchétchénie. En janvier 2005, le bureau du procureur de Nijni Novgorod a initié une affaire pénale contre Dmitrievsky pour des appels à des actions extrémistes (article 280 du code pénal), après avoir trouvé dans ces documents des appels au renversement forcé de l'ordre constitutionnel. Dans la suite, l'accusation a été requalifiée pour incitation à la haine ou à l'hostilité (article 282 du code pénal). En février 2006, le tribunal du quartier Sovetsky de Nijni Novgorod a condamné Dmitrievsky à deux ans avec sursis et une période d’épreuve de quatre ans. La même année, Dmitrievsky s'est adressé à la CEDH. L'affaire a été commencée après le dépôt d'une plainte pour violation de l'article 10 de la Convention européenne sur la liberté d'expression, ainsi que les violations des articles 6 et 13, qui concernent un procès équitable et des recours légaux efficaces. Le 3 octobre 2017, la CEDH a décrété que les publications de Dmitrievsky n'avaient pas d'appels au renversement du système ou à l'incitation à la discorde interethnique, et lui a accordé une indemnité de 13,6 millions d'euros ,,. La CEDH a rendu une décision dans une affaire pénale sur l'extrémisme en Russie pour la première fois .

### A. contre Russie
L’affaire a été initiée par une plainte déposée auprès de la Cour européenne des droits de l’homme contre la fédération de Russie en vertu de l’article 34 de la Convention sur la protection des droits de l’homme et des libertés fondamentales par la citoyenne de la fédération de Russie A. le 14 avril 2009. Le président de la Section a fait droit à la demande d’anonymat de la requérante. La requérante était initialement représentée par sa mère, puis par Olga Sadovskaya. La requérante affirmait que les autorités de la fédération de Russie avaient violé ses droits prévus par la Convention en arrêtant son père de force en sa présence en 2008 (elle avait neuf ans en ce temps-là). En 2019, la Cour européenne des droits de l'homme a déclaré la plainte admissible, estimant que dans cette affaire il y avait eu violation de l'article 3 de la Convention dans ses aspects matériels et procéduraux et a accordé 25 millions d'euros à titre d'indemnisation pour détresse émotionnelle ,,.

### S.K. contre Russie
L'affaire a été initiée par une plainte déposée en 2012 auprès de la CEDH contre la fédération de Russie. Au moment des faits, la requérante, une future mère de 20 ans, a été forcée par ses parents d’interrompre sa grossesse après que son partenaire et futur père de l’enfant aient été arrêtés parce qu’il était soupçonné d’avoir commis un crime grave. L'intervention médicale a été réalisée par le médecin de service de l'hôpital public. En 2022, la cour a décrété que l'état défendeur n’avait pas respecté son obligation d'enquêter correctement sur ce qui s'était passé et était directement responsable de ce qui s'était survenu, et a également accordé à la requérante une indemnité de 19,5 millions d'euros 

### V.K. contre Russie
Le requérant affirme avoir été maltraité à l'âge de 4 ans par des enseignants de l'école maternelle publique. Les experts médicaux ont établi un lien de causalité entre les mauvais traitements infligés à la maternelle et le trouble neurologique actuel du requérant. En 2017, la cour européenne des droits de l’homme a décrété qu’il y avait eu violation de l’article 3 de la Convention sur sa partie matérielle en raison de mauvais traitements infligés à la requérante par des enseignants de l’école maternelle d’état et qu’il y avait eu violation de l’article 3 de la Convention sur sa partie procédurale en raison du fait que les autorités n’avaient pas mené d’enquête efficace sur les plaintes du requérant pour mauvais traitements. La cour européenne des droits de l'homme a ordonné à la Russie de payer 3 millions d'euros en ce qui concerne les dommages matériels et 25 millions d'euros en ce qui concerne les dommages immatériels ,,.

### Al Tbahi contre la Russie
Visam Al-Tabahi a été arrêté le 26 octobre 2018 à Nijni Novgorod et isolé pour son ultérieure déportation de Russie. Le palestinien Visam Al-Tbahi est devenu citoyen russe en 2001 et changeait officiellement les documents dans les délais prévus. En 2017, en raison de violations lors de la délivrance d'un passeport russe, le Service fédéral des migrations a considéré le document comme invalide et l'a retiré avec le passeport. Le tribunal a annulé la nationalité russe d'Al-Tbahi. Al-Tbahi a été refusé d'acquérir de nouveau la citoyenneté et il a été décidé de l'expulser pour « assurer la sécurité de l'État » pour 30 années. Il n'a pas été possible de contester ces décisions devant les tribunaux de la fédération de Russie. En 2019, Al-Tbahi a été expulsé de Russie. Dans cette histoire, les avocats du Comité contre la torture ont vu un certain nombre de violations flagrantes de plusieurs articles de la Convention européenne, dont il a été déposé une plainte auprès de la CEDH. En 2022, la CEDH a décrété qu'il y avait une violation de l'article 8 de la Convention et a ordonné à la Russie de payer à Al-Tbahi 7,5 millions d'euros en ce qui concerne le dommage immatériel ,,,,

### Adzhigitova et autres contre la Russie
Le 4 juin 2005, une centaine de soldats non identifiés du ministère de la défense de la fédération de Russie stationnés en Tchétchénie ont attaqué les habitants du village de Borozdinovskaya du quartier Chelkovskaya de la République tchétchène. Plus tard, les autorités de la République tchétchène ont officiellement reconnu que des militaires du bataillon Vostok du ministère russe de la défense avaient participé à l'opération. Le bataillon était commandé par le Héros russe Sulim Yamadaev en ce moment-là. En 2007, la CEDH a déposé une plainte au nom de 96 habitants de Borozdinovskaya qui a été unifiée avec une autre déclaration des villageois. En conséquence, des requérants étaient 126 citoyens de la fédération de Russie nés entre 1930 et 2014. Ils ont affirmé que les militaires avaient illégalement « fouillé leurs maisons, arrêté, maltraité et tué des habitants locaux ». En outre, selon les requérants, quatre maisons ont été incendiées et 11 hommes enlevés. Enfin, les plaignants ont parlé de discrimination liée à leur nationalité (avars) et ont déclaré que les autorités de la fédération de Russie n'avaient pas mené une enquête efficace sur ce qui s'était passé. Les 97 requérants étaient représenté par des avocats du Comité contre la torture, Olga Sadovskaya et R. Rajabov. La CEDH a décrété que les articles suivants de la Convention européenne des droits de l’homme avaient été violés : 2 (droit à la vie), 3 (interdiction de la torture, des traitements inhumains ou dégradants), 8 (droit au respect de la vie privée et familiale), 13 (droit à un recours légal éfficace), 14 (interdiction de la discrimination) et 1er article du protocole additionnel à la Convention (protection de la propriété). En outre, la CEDH a déclaré la violation par les autorités de la fédération de Russie de l'article 38 (sur la procédure d'examen de l'affaire). Le montant total de l'indemnisation des victimes s'élève à 1 million 842 mille d'euros ,,,,,.

## Prix et distinctions

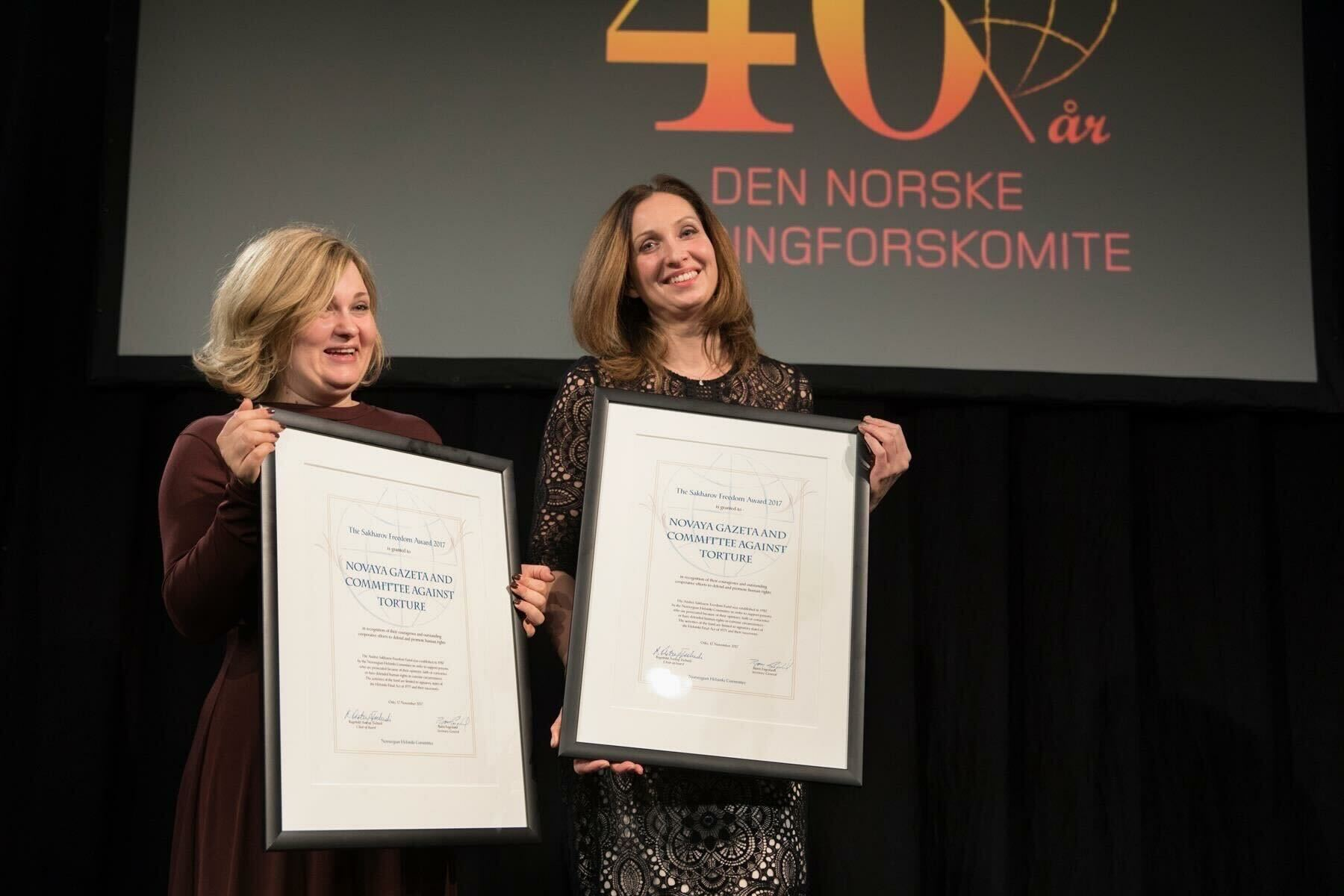
En 2017, Olga Sadovskaya (à droite), au nom du Comité contre la torture, a reçu le prix de la Liberté Andrei Sakharov

En 2017, Olga Sadovskaya, au nom du Comité contre la torture, a reçu le prix de la Liberté Andrei Sakharov du Comité norvégien d'Helsinki pour ses efforts remarquables pour mettre fin à la torture en Russie ,,,.
En 2018, Olga Sadovskaya, journaliste de Novaya Gazeta Elena Milashina et la fondatrice du centre des droits humains Memorial Svetlana Gannushkina ont été nommées pour le prix Nobel de la paix. Elles ont été nommées par le parlementaire du parti Socialiste de gauche norvégien Petter Eide. Le président du Groupe Helsinki de Moscou Lyudmila Alekseeva figurait également sur la liste ,.
En 2023, Olga Sadovskaya a reçu le prix du Groupe Helsinki de Moscou pour son mérite dans la défense des droits des détenus et d'autres groupes vulnérables .

## Pression et menaces
Le 6 juin 2011, Olga Sadovskaya a reçu une notification du blocage de toutes ses cartes de crédit en raison de retraits suspects. Le 8 juin, Olga a été invitée au bureau du procureur du quartier de Nijni Novgorod pour l’entretien avec le procureur adjoint principal au sujet du Forum civil UE-Russie, dont elle était membre du Conseil de coordination ,. Le même jour, des inconnus ont retiré le numéro de sa voiture. Sadovskaya a évalué ces événements comme « excès local » à la veille du sommet UE-Russie, qui a été ouvert à Nijni Novgorod le 9 juin 2011 . Parallèlement au sommet officiel, le Conseil de coordination du forum civil UE-Russie a planifié de tenir une conférence de presse à laquelle Olga Sadovskaya devrait participer. L'événement a été planifié pour le 9 juin dans le bureau de Nijni Novgorod de l'agence Rosbalt mais l'agence a refusé de le tenir à la veille .
Le 21 juin 2011, avant le voyage d'Olga Sadovskaya à Strasbourg, toutes les clôtures proches de sa maison ont été peintes avec des textes contentant des insultes et menaces contre Sadovskaya .
La matinée le 28 avril 2023, à Nijni Novgorod, des policiers ont effectué es perquisitions chez les avocats de l'organisation de défense des droits humains Equipe contre la torture, y compris chez Olga Sadovskaya. Les perquisitions étaient liées à une affaire pénale initiée contre le requérant de l'Équipe contre la torture .